# 3ª Squadra aerea
La 3ª Squadra Aerea della Regia Aeronautica  gestiva l'Italia centrale, con quartier generale a Roma.
Dal 1º settembre 1939 al 14 maggio 1940 era comandata dal Generale di squadra aerea Rino Corso Fougier, cui seguì brevemente il generale Aldo Pellegrini, dal 28 giugno 1940 al febbraio 1941 dal Generale di squadra Mario Ajmone Cat e dal 26 giugno 1941 dal Gen. S.A. Eraldo Ilari fino al 6 ottobre 1942 e tornato dall'8 agosto 1943.

## OdB nel 1940
L'ordine di battaglia al momento dell'entrata in guerra, il 10 giugno del 1940 era:
- 147º Gruppo Autonomo Trasporto Truppe, Savoia-Marchetti S.M.75 (Latina)
  - 601ª Squadriglia
  - 602ª Squadriglia
  - 603ª Squadriglia
- 148º Gruppo Autonomo Trasporto Truppe, Savoia-Marchetti S.M.73 (Latina)
  - 605ª Squadriglia
  - 606ª Squadriglia
- 149º Gruppo Autonomo Trasporto Truppe, Savoia-Marchetti S.M.82 (Latina)
  - 607ª Squadriglia
  - 608ª Squadriglia
  -  609ª Squadriglia
- 5ª Divisione Aerea “Eolo”, Gen. B.A. Augusto Bonola, Aeroporto di Viterbo
  - 9º Stormo Bombardamento Terrestre (Viterbo)
    - 26º Gruppo o XXVI Gruppo, Savoia-Marchetti S.M.79 (Viterbo)
      - 11ª Squadriglia
      - 13ª Squadriglia

    - 29º Gruppo o XXIX Gruppo, Savoia-Marchetti S.M.79 (Viterbo)
      - 62ª Squadriglia
      - 63ª Squadriglia

  -  12º Stormo Bombardamento Terrestre (Aeroporto di Ciampino Nord)[3]
    - 41º Gruppo, Savoia-Marchetti S.M.79 (Aeroporto di Ciampino Nord)
      - 204ª Squadriglia
      - 205ª Squadriglia

    - 42º Gruppo, Savoia-Marchetti S.M.79 (Orvieto, Castel Viscardo)
      - 206ª Squadriglia
      - 207ª Squadriglia

  - 46º Stormo Bombardamento Terrestre (Aeroporto di Pisa-San Giusto)[4]
    - 104º Gruppo, Savoia-Marchetti S.M.79 (Pisa San Giusto)
      - 252ª Squadriglia
      - 253ª Squadriglia

    - 105º Gruppo, Savoia-Marchetti S.M.79 (Pisa San Giusto)
      - 254ª Squadriglia
      - 255ª Squadriglia
- 8ª Brigata Aerea “Astore”, Gen. B.A. Guglielmo Cassinelli, Aeroporto di Ciampino Sud
  - 7º Gruppo Autonomo Combattimento (7º Gruppo Autonomo Caccia Terrestre), Breda Ba.88 (Campiglia)
    - 76ª Squadriglia caccia
    - 86ª Squadriglia
    - 98ª Squadriglia

  -  51º Stormo Caccia Terrestre (Ciampino)
    - 20º Gruppo, Fiat G.50 (Ciampino)
      - 351ª Squadriglia
      - 352ª Squadriglia
      - 353ª Squadriglia

    - 21º Gruppo, Fiat G.50 (Ciampino)
      - 354ª Squadriglia
      - 355ª Squadriglia

  -  52º Stormo Caccia Terrestre (Col. Angelo Tessore, Aeroporto di Pontedera)
    - 22º Gruppo (22º Gruppo Autonomo Caccia Terrestre), Fiat G.50 (Aeroporto di Pontedera)
      - 357ª Squadriglia
      - 358ª Squadriglia
      - 359ª Squadriglia

    - 24º Gruppo (XXIV Gruppo), Fiat G.50 (Sarzana)
      - 360ª Squadriglia
      - 361ª Squadriglia

  - 356ª Squadriglia Autonoma Caccia Notturna (Napoli-Capodichino, 9 G 50)

## OOB ai primi di settembre del 1943
A causa degli eventi bellici molti reparti della Regia Aeronautica vennero riassegnati. La situazione che viene di seguito presentata fa riferimento ai primi di settembre del 1943 agli ordini del Gen. S.A. Eraldo Ilari fino al 18 giugno 1944.
- 3º Stormo Caccia Terrestre, (Aeroporto di Furbara)
  - 18º Gruppo Caccia
    -  83ª Squadriglia
    -  85ª Squadriglia
    - 95ª Squadriglia

  - 23º Gruppo, (Cerveteri)
    - 70ª Squadriglia caccia
    - 74ª Squadriglia
    - 75ª Squadriglia caccia
- 13º Gruppo Autonomo Caccia Terrestre (13º Gruppo caccia), (Metato, Pisa)
  - 77ª Squadriglia aeroplani
  - 78ª Squadriglia Caccia
- 20º Gruppo Autonomo Caccia Terrestre/51º Stormo Caccia Terrestre (Foligno)
  - 151ª Squadriglia, (Foligno)
  - 352ª Squadriglia, (Foligno)
  - 353ª Squadriglia, (Ciampino Sud)
- 22º Gruppo Autonomo Caccia Terrestre
  - 150ª Squadriglia, (Capua)
  - 359ª Squadriglia, (Capodichino)
  - 362ª Squadriglia, (Capua)
  - 369ª Squadriglia, (Capodichino)
- 24º Gruppo Autonomo Caccia Terrestre (XXIV Gruppo), (Metato, Pisa)
  - 354ª Squadriglia
  - 355ª Squadriglia
  - 370ª Squadriglia
- 150º Gruppo Autonomo Caccia Terrestre, (Ciampino)
  - 363ª Squadriglia
- 161º Gruppo Autonomo Caccia Terrestre, (Castiglione del Lago)
  - 162ª Squadriglia
  - 163ª Squadriglia
  - 164ª Squadriglia
- 167º Gruppo Autonomo Intercettori, (Guidonia)
  - 300ª Squadriglia (4 Re.2001)
  - 303ª Squadriglia (3 RE 2001)
- 15º Stormo Assalto, (Firenze Peretola)
  - 46º Gruppo
    - 20ª Squadriglia
    - 21ª Squadriglia

  - 47º Gruppo
    - 53ª Squadriglia
    - 54ª Squadriglia
- Raggruppamento Bombardamento Terrestre, (Aeroporto di Perugia)
  - 16º Stormo Bombardamento Terrestre, (Aeroporto di Perugia)
    - 88º Gruppo
      - 265ª Squadriglia

  - 35º Stormo Bombardamento Terrestre, (Perugia)
    - 86º Gruppo
      - 190ª Squadriglia (1 CZ 1007 TER)
      - 191ª Squadriglia

  - 47º Stormo Bombardamento Terrestre, (Perugia)
    - 106º Gruppo
      - 260ª Squadriglia
      - 261ª Squadriglia

  - 8º Stormo Bombardamento Terrestre, (Perugia)
    - 28º Gruppo (XXVIII Gruppo)
      - 19ª Squadriglia
      - 10ª Squadriglia
- 9º Stormo Bombardamento Terrestre, (Aeroporto di Viterbo)
  - 29º Gruppo o XXIX Gruppo,  (Viterbo)
    - 62ª Squadriglia
    - 63ª Squadriglia

  - 51º Gruppo, (Viterbo)
    - 212ª Squadriglia
    - 213ª Squadriglia
- Raggruppamento Aerosiluranti (Aeroporto di Siena-Ampugnano)
  - 41º Gruppo Aerosiluranti, (Aeroporto di Siena-Ampugnano)
    - 204ª Squadriglia (7 SM 79)
    - 205ª Squadriglia (6 SM 79)

  - 104º Gruppo Aerosiluranti, (Aeroporto di Siena-Ampugnano)
    - 252ª Squadriglia
    - 253ª Squadriglia

  - 108º Gruppo Aerosiluranti, (Aeroporto di Pisa-San Giusto)
    - 256ª Squadriglia
    - 257ª Squadriglia

  - 131º Gruppo Aerosiluranti, (Aeroporto di Siena-Ampugnano)
    - 279ª Squadriglia
    - 284ª Squadriglia

  - 132º Gruppo Aerosiluranti, (Littoria)
    - 278ª Squadriglia
    - 281ª Squadriglia
- 172ª Squadriglia Ricognizione Strategica, (Viterbo)
- 274ª Squadriglia Autonoma Bombardamento a Grande Raggio, (Foligno)
- 310ª Squadriglia Autonoma Aerofotografica, (3 M.C.205, Guidonia)
- Sezione Autonoma Aerosiluranti, (Capodichino)